# Susan Still Kilrain
Susan Still Kilrain (Augusta, Georgia, 24 d'octubre de 1961) és una enginyera aeroespacial, ex-oficial de la marina dels Estats Units i ex-astronauta de la NASA.

## Biografia
Va néixer a Augusta a l'esta de Georgia, com Susan Leight Still, té nous germans. El seu pare, Joseph Still era un reputat cirurgià de cremats que va fundar i dirigir el Joseph M. Still Burn Center, a Augusta. Kilrain es va graduar a l'escola Walnut Hill Schoo al municipi de Natick a l'estat de Massachusetts el 1979. Es va graduar a la Universitat Aeronàutica Embry-Riddle el 1982, amb una llicenciatura en enginyeria aeronàutica. Va rebre el seu Màster en ciències en Enginyeria aeroespacial del Georgia Institute of Technology el 1985.
Està casada amb Colin Kilrain, contraalmirant, SEAL de la Marina americana, que fou agregat militar a Mèxic. Tenen quatre fills i resideixen a Virgina Beach, Virginia.

## Carrera militar
Després de graduar-se, Kilrain va treballar com oficial de projecte en túnels de vent per a l'empresa Lockheed Corporation, a la vila de Marietta a l'estat de Georgia, i va obtenir el seu títol de post-grau. Es va incorporar a la Marina dels Estats Units el 1985 i va ser designada com aviadora naval el 1987. Kilrain va ser seleccionada per ser instructor de vol del TA-4J Skyhawk. Més tard va volar el EA-6A, de guerra electrònica, per l'Esquadra Tàctic de Guerra Electrònica 33 (VAQ-33) a Key West a l'estat de Florida. Kilrain ha registrat més de tres mil hores de vol en més de trenta avions diferents.

## Carrera a la NASA
Kilrain es va presentar candidata a astronauta, al març de 1995. Després d'un any de formació, va treballar els aspectes tècnics dels sistemes del vehicle i operacions de l'oficina d'astronautes. També va servir com comunicador amb la nau espacial (CAPCOM), en el control de la missió durant el llançament i la entrada a nombroses missions. Va volar com pilot a la missió STS-83 (4 d'abril fins 8 d'abril de 1997) i STS-94 (1 de juliol fins 17 juliol de 1997) on va registrr més de 900 hores a l'espai. Va ser també l'especialista legislativa del transborador per a la Oficina d'Assumptes Legislatius als quarts de la NASA a Washington DC. Es va retirar de l'Oficina el desembre del 2002 i de la Marina l'any 2005.

### Experiència com astronauta
La primera missió de Kilrain va ser amb el Transbordador espacial Columbia, anomenada STS-83, que va ser interrompuda per problemes amb una de les tres unitats de combustible del transbordador. La missió va durar 95 hores i 12 minuts i va fer 63 òrbites a la Terra.
La missió STS-94 MSL-1R, al juliol de 1997, va ser una missió de vol del Laboratori de Ciències de la Microgravetat (MSL-1) i es va centrar en els materials i investigació de la combustió en microgravetat. La durada va ser de 376 hores i 45 minuts, i va fer 251 òrbites a la Terra.

## Premis i distincions
- Graduat Distinguit de l'Escola d'Aviació Naval de Candidats a Oficiales
- Graduat Distinguit de l'Escola Navalde pilots de proves d'Estados Unidos, Classe 103
- Defense Superior Service Medal
- Defense Meritorious Service Medal
- Navy Commendation Medal
- Navy Achievement Medal
- NASA Space Flight Medals (2)
- National Defense Service Medal
- Ten Outstanding Young Americans Award (by the United States Junior Chamber of Commerce)
- Filles de la Revolució americana